# 三星Galaxy M11
三星Galaxy M11是三星电子在2020年5月推出的Galaxy M系列入门级Android智能手机。

## 设计
三星Galaxy M11的尺寸为161.4 x 76.3 x 8 毫米，重量为177 克，有晨曦藍，迷霧黑，暮光紫可选。
手机背面有一个指纹扫描仪，相机的位置在其左上方。
该机的前置摄像头位于正面左上角；物理按钮都位于右侧边框。

## 参数

### 硬件
本机采用6.4 英寸的TFT显示屏，分辨率为1560x720（HD +）。其SoC为Snapdragon 450 ，内置存储空间为32 GB（可使用microSD卡扩展到512 GB，最大总容量544 GB），RAM为2或3 GB。
电池容量为4000 mAh，支持15 W快速充电。

#### 相機
本机搭载三个后置相機以及一个前置相機。
后置主相機像素数为13 MP，光圈f/1.8，焦距28 mm；后置广角相機像素数为5 MP，光圈f/2.2；后置深感相機像素数为2 MP，光圈f/2.4。 前置相機为像素数为8 MP。

### 軟體
三星Galaxy M11采用Android 10操作系统以及One UI 2用户界面。